# المدار (کشتی)
المدار (کشتی) (به انگلیسی: Alemdar (ship)) یک کشتی بود که طول آن ۴۹٫۵ متر (۱۶۲ فوت) بود. این کشتی در سال ۱۸۹۸ ساخته شد.